# ميتال سلج أدفانس
ميتال سلج أدفانس (بالإنجليزية: Metal Slug Advance)‏ ، هي لعبة فيديو إلكترونية من إنتاج ونشر شركة إس إن كاي اليابانية سنة 2004م، وتعمل حصراً لنظام التشغيل جيم بوي أدفانس المحمولة.

## وصلة خارجية
- ميتال سلج أدفانس على موقع IMDb (الإنجليزية)

- ميتال سلج أدفانس على موبي غيمز